# ماثيو هاربر
ماثيو هاربر (بالإنجليزية: Matthew Harper)‏ هو سياسي أمريكي، ولد في 27 يونيو 1974 في لونغ بيتش في الولايات المتحدة. حزبياً، نشط في الحزب الجمهوري. وقد انتخب عضو جمعية ولاية كاليفورنيا.

## وصلات خارجية
- الموقع الرسمي